# 库鲁夫尔
库鲁夫尔（法語：Courouvre，法語發音：[kuʁuvʁ]）是法国默兹省的一个市镇，位于该省中部，属于科梅尔西区。

## 地理
库鲁夫尔（48°56'15"N, 5°21'21"E）面积8.66 平方千米，位于法国大東部大區默兹省，该省份为法国西北部内陆省份，北与比利时接壤，西接马恩省和阿登省，南至上马恩省和孚日省，东临默尔特-摩泽尔省。
与库鲁夫尔接壤的市镇（或旧市镇、城区）包括：艾尔河畔皮埃尔菲特、拉艾梅、艾尔河畔隆尚、凡尔登地区讷维尔、朗布吕赞和伯努瓦特沃、蒂永布瓦。

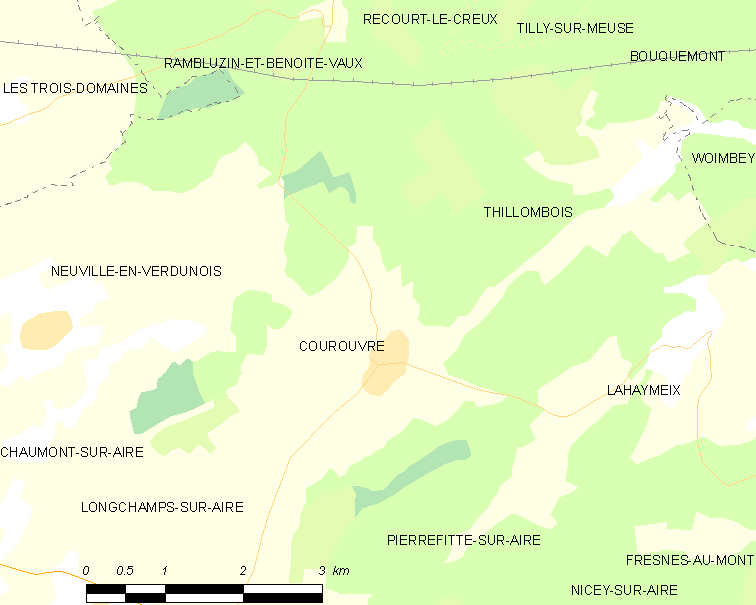
库鲁夫尔的OSM定位图

库鲁夫尔的时区为UTC+01:00、UTC+02:00（夏令时）。

## 行政
库鲁夫尔的邮政编码为55260，INSEE市镇编码为55129。

## 政治
库鲁夫尔所属的省级选区为默兹河畔迪约县。

## 人口

1962-2008年间库鲁夫尔人口变化图示

库鲁夫尔于2022年1月1日时的人口数量为41人。